# Papuaia curvinervis
Papuaia curvinervis är en tvåvingeart som först beskrevs av Stein 1900.  Papuaia curvinervis ingår i släktet Papuaia och familjen husflugor. Inga underarter finns listade i Catalogue of Life.